# Министерство обороны Грузии
Министерство обороны Грузии стоит во главе вооружённых сил Грузии и регулирования деятельности в защиту страны от внешних угроз, сохранения территориальной целостности и ведения войн от имени Грузии. Министр обороны назначается и освобождается от должности командующим начальником вооружённых сил Грузии, президентом Грузии.
Министерство в настоящее время возглавляет Ираклий Чиковани.

## История
В разгар распада Советского Союза и политических беспорядков в Грузии в конце 1980-х годов, грузинские военные играли важную роль в борьбе за удержание власти. В ноябре 1992 года парламент Грузии принял закон о создании Совета по национальной безопасности и обороны. Совет сообщил, что подчиняется парламенту, но находится в прямом подчинении главы государства и главнокомандующего вооруженными силами. Эдуард Шеварднадзе был назначен председателем Совета. Грузинские политики Джаба Иоселиани и Тенгиз Китовани были назначены заместителями председателя Шеварднадзе в то время как Тедо Джапаридзе, грузинский эксперт МИД по Соединённым Штатам, стал помощником председателя. Совет имел полное право издавать обязательные резолюции по военным вопросам и вопросам безопасности Грузии. В мае 1993 года Иоселиани и Китовани были освобождены от своих обязанностей в совете, что позволяет Шеварднадзе взять на себя больше власти.
Министерство обороны было создано в 1992 году. Когда Советский Союз прекратил своё существование, Грузии удалось сохранить лишь небольшую часть военных сил и средств Советской Армии, дислоцированных в Грузинской ССР с умеренным количеством военной техники, в большинстве устаревших. Из-за грузинской гражданской войны, грузинские военные были сокращены и ограничены в ресурсах. Недостаток финансовых ресурсов вынудил грузинское правительство выделять меньше денег на оборону с оборонным бюджетом всего лишь в 55 миллионов лари ($ 36,7 млн) в 1999 году. Там также было отсутствие координации между семью независимыми вооруженными силами, которые существовали в Грузии в 1999 году, в том числе Вооружёнными Силами, Национальной гвардией Грузии, пограничными войсками, внутренними войсками, отдельной бригадой нападения, Специальной группой полиции и специальной службой по защите государства.
К 2005 году правительство Грузии консолидировало семь ветвей сил обороны. Национальная гвардия и отдельная бригада нападения были включены в грузинские вооружённые силы при Министерстве обороны, пограничная служба и Специальная группа полиции были подчинены Министерству внутренних дел. Число активного персонала службы в Вооружённых Силах было сокращено до 15000. В рамках грузинской внешней политики и политики безопасности правительство пытается двигаться в направлении постепенной интеграции в европейские и евроатлантические политические, экономические и силовые структуры. Государственное министерство по вопросам евроатлантической интеграции было создано в ходе процесса.
Согласно поправке к закону «Об утверждении количества грузинских Вооружённых сил» от 15 июля 2007 года количество военнослужащих в Вооружённых Силах было увеличено на 5000 военнослужащих, доведя общее число до 37 тысяч военнослужащих.
На 2022 год численность Сил обороны Грузии останется прежней — 37 000 тыс. военнослужащих.

## Министры обороны Грузии

### Военные министры демократической республики Грузии (1918—1921)
1. Григол Гиоргадзе (26 мая 1918 — 13 февраля 1919);
2. Ной Рамишвили (14 февраля 1919 — декабря 1919);
3. Григол Лордкипанидзе (января 1920 — 23 сентября 1920);

            Илья Зурабович Одишелидзе — исполняющий обязанности (23 сентября 1920 — 10 ноября 1920);
1. Пармен Чичинадзе (10 ноября 1920 — 25 февраля 1921).

### Народный комиссар военно-морских дел ЗСФСР (1921—1923)
- Шалва Элиава (декабрь 1922 — январь 1923)

### Военные комиссары Грузинской ССР[1]
1. 1938 - 1941 - полковник  Дзабахидзе  Валериан  Сергеевич (1903 - 1986).
2. 1941 - 1944 - подполковник  Хвичия  Герасим  Федорович  (1893 - 1970).
3. 1944 - 1949 - подполковник, полковник  Джаши  Шалва  Иванович
4. 08.1949 - 06.1952 - генерал-майор  Курашвили  Георгий  Гаврилович (1900 - 1979).
5. 1952 - 1962 - полковник  Васадзе  Шалва  Лукич  (1906 - ).
6. 1962 - 1979 - генерал-майор  Мурусидзе  Вахтанг  Ясонович
7. 1979 - 1989 - генерал-лейтенант  Шарашенидзе  Леван  Леванович [/b] (24.03.1931 – 11.06.2012).
8. 1990 - 1991 - генерал-майор (1988)  Пирцхалайшвили  Джони

В 1991 - министр  обороны. С 07.05.1998 - нач. Гл. штаба ВС Грузии.

#### Военные комиссары Абхазской  АССР[1]
1. 1953 - 1981 - генерал-майор  Чагелишвили  Шалва   Ильич (24.04.1906 – 19.05.1981).
2. 1981 - 1989 - генерал-майор   Абашидзе  Лери  Иван (25.12.1935 - 30.07.1994).

### Министры обороны Грузии (с 1991)

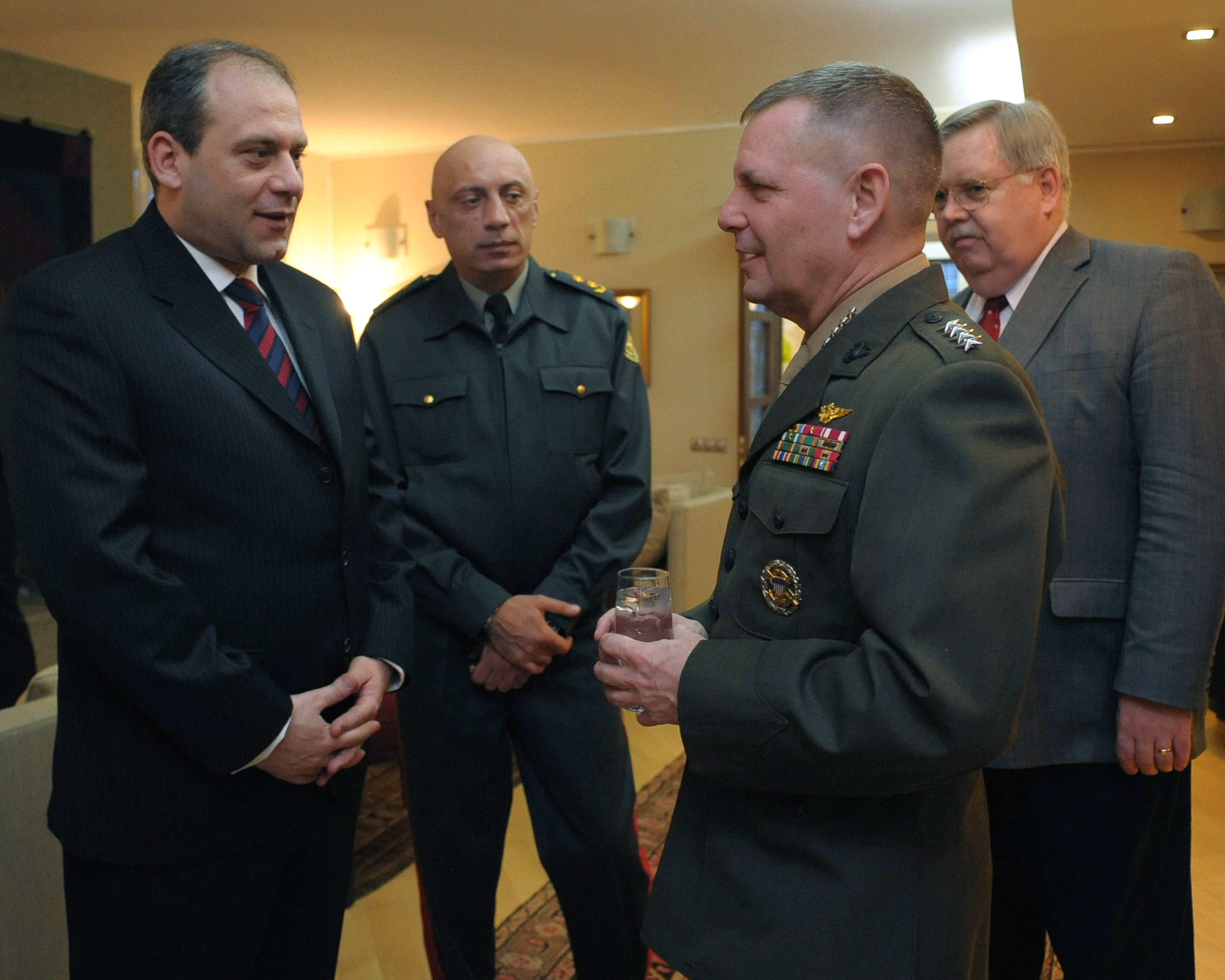
Васил Сихарулидзе, Деви Чанкотадзе (слева) и Джеймс Картрайт, Джон Теффт (справа), 2009 г.

1. Джони Пирцхалаишвили (15 сентября 1991 — 2 января 1992);
2. Леван Шарашенидзе (2 января 1992 — 8 мая 1992);
3. Тенгиз Китовани (8 мая 1992 — 5 мая 1993);
4. Георгий Каркарашвили (6 мая 1993 — 11 февраля 1994);

             Эдуард Шеварнадзе — исполняющий обязанности (11 февраля 1994 — 25 апреля 1994);
1. Вардико Надибаидзе (25 апреля 1994 — 27 апреля 1998);
2. Давид Тевзадзе (28 апреля 1998 — 17 февраля 2004);
3. Гела Бежуашвили (17 февраля 2004 — 10 июня 2004);
4. Георгий Барамидзе (10 июня 2004 — 17 декабря 2004);
5. Ираклий Окруашвили (17 декабря 2004 — 10 ноября 2006);
6. Давид Кезерашвили (10 ноября 2006 — 9 декабря 2008);
7. Васил Сихарулидзе (9 декабря 2008 — 27 августа 2009);
8. Бачана Ахалая (27 августа 2009 — 4 июля 2012);
9. Дмитрий Шашкин (4 июля 2012 — 25 октября 2012);
10. Ираклий Аласания (25 октября 2012 — 4 ноября 2014);
11. Миндия Джанелидзе (4 ноября 2014 — 1 мая 2015);
12. Тина Хидашели (1 мая 2015 — 1 августа 2016);
13. Леван Изория (1 августа 2016 — 9 сентября 2019);
14. Ираклий Гарибашвили (9 сентября 2019 — 22 февраля 2021);
15. Джуаншер Бурчуладзе (22 февраля 2021 — 8 февраля 2024);
16. Ираклий Чиковани (с 8 февраля 2024).